# Trigonospila verticalis
Trigonospila verticalis är en tvåvingeart som först beskrevs av Henry J. Reinhard 1953.  Trigonospila verticalis ingår i släktet Trigonospila och familjen parasitflugor. Inga underarter finns listade i Catalogue of Life.